# 시라지간지구

방글라데시 시라지간지구

시라지간지구(벵골어: সিরাজগঞ্জ জেলা)는 방글라데시 중북부 라지샤히주에 위치한 구역이다.

## 역사
1762년, 강력한 지진이 자무나강의 흐름을 바꿔 바랄이라는 이름의 새로운 강을 만들었다. 이 바랄강의 서쪽 둑에 새로운 땅이 나타났고 그 주변의 땅의 대부분은 자민다르 시라즈 알리 초두리의 소유였다. 그래서 점차 그의 이름을 따서 이 지역은 시라지간지로 인식되었다. 현재 그곳은 손놀림 코티지 산업으로 유명하고 50% 이상의 사람들이 이 사업에 관련되어 있다. 1885년, 시라지간지는 타나로 떠올랐다. 공식적으로 다카주에 있는 마이멘싱주에서 1866년 2월 15일 파브나 현으로 이관되었다. 1885년 파브나구로 승격되었다. 1922년 역사적인 살랑가 운동은 1200명의 사망자를 낳았다.

## 위치
시라지간지구는 북벵골로 가는 관문이다. 북쪽으로 보그라구와 나토르구, 서쪽으로 나토르구와 파브나구, 남쪽으로 파브나구와 마니크간지구, 동쪽 마니크간지구, 탕가일구, 자말푸르구와 접하고 있다.

## 행정
1885년 파브나구 아래에 시라간지구가 설치되었고 1984년 지구로 바뀌었다. 울라파라구의 9개 우파질라 가운데 가장 큰 곳은 414.43km(160.01mi), 가장 작은 곳은 카마르칸다91.61km(35.37mi)다. 게다가, 이 지역은 6개의 시, 6개의 의석, 82개의 조합과 2016년 마을이 있다.

## 인구
| 연도     | 인구      | ±% p.a. |
| -------- | --------- | ------- |
| 1974     | 1,559,007 | —       |
| 1981     | 1,878,025 | +2.70%  |
| 1991     | 2,263,573 | +1.88%  |
| 2001     | 2,693,814 | +1.76%  |
| 2011     | 3,097,489 | +1.41%  |
| 2022     | 3,357,708 | +0.74%  |
| Sources: |           |         |

인구는 3,220,814명으로 측정되었고, 80%의 이슬람교, 18.5%의 힌두교 그리고 1.5%의 기타로 구성되어 있다. 남성은 인구의 51.14%, 여성은 48.86%를 차지한다.